# Nahum Tschacbasov
Nahum Tschacbasov, auch Nahum Tschakbassoff (* 31. August 1899 in Baku, Russisches Reich; † 1. Februar 1984 in New York City) war ein US-amerikanischer Maler, Grafiker und Lehrer russischer Herkunft, der für seine sozialkritischen Werke, surrealistischen Darstellungen und seinen Einfluss auf die New Yorker Kunstszene des 20. Jahrhunderts bekannt wurde. Er war Mitglied der expressionistischen Künstlergruppe „The Ten“.  

## Leben
Nahum Tchacbasov wurde 1899 in Baku, damals Teil des Russischen Reiches (heute Aserbaidschan), geboren. 1905 emigrierte sein Vater in die USA, 1907 folgte ihm die Familie nach Chicago. Dort wuchs Nahum Tschacbasov in bescheidenen Verhältnissen auf und musste schon früh zum Lebensunterhalt der Familie beitragen. Er besuchte eine Abendschule und absolvierte eine Ausbildung in Elektrotechnik. 1918 trat er in die US-Marine ein und diente als Elektriker in Schottland. Nach seiner Rückkehr machte er einen Abschluss in Betriebswirtschaft und arbeitete als Buchhalter und Unternehmensberater, bevor er sich zunehmend der Kunst zuwandte.
Ab Anfang der 1930er Jahre widmete sich Nahum Tschacbasov intensiv der Malerei. Er lebte kurze Zeit in Paris, wo er bei Léopold Gottlieb, Marcel Gromaire und Fernand Léger studierte. Nach seiner Rückkehr in die USA wurde er Teil der modernen Kunstszene in New York. Ab 1935 war er Mitglied des WPA Federal Art Project und stellte mit der Künstlergruppe The Ten aus, zu der auch Mark Rothko und Adolph Gottlieb gehörten. Seine Werke dieser Zeit thematisieren die soziale Ungerechtigkeit und das Leben der Einwanderer in den USA.
In den 1940er Jahren wandte sich Nahum Tschacbasov dem Surrealismus zu und verarbeitete psychologische und symbolische Motive in seinen Werken. Er arbeitete mit Stanley William Hayters Atelier 17 zusammen, wo er Drucktechniken erlernte. Seine Werke wurden unter anderem im Metropolitan Museum of Art, im Whitney Museum of American Art und in der Carnegie Institution ausgestellt. Neben der Malerei widmete er sich auch der Fotografie und der Druckgrafik.
In den 1950er Jahren entwickelte Nahum Tschacbasov seinen Stil weiter in Richtung eines abstrakten Surrealismus, einer Mischung aus kubistischen Elementen und psychischen Bildwelten. Er unterrichtete an der Art Students League und eröffnete seine eigene Kunstschule in Woodstock, New York. In den 1960er Jahren begann er, afrikanische, präkolumbianische und ozeanische Kunst zu sammeln.
In den 1970er und 1980er Jahren stellte er unter anderem an der Pace University und im Guild Hall Museum in East Hampton aus. 1981 erschien Machinery of Fright, eine Sammlung seiner surrealistischen Gedichte, Zeichnungen und Radierungen. Er lebte zuletzt im Chelsea Hotel in New York, wo er 1984 starb.